# Смоляр Олександр Васильович
Олекса́ндр Васи́льович Смоляр (нар.22 лютого 1976, с. Тіньки, Чигиринський район, Черкаська область — пом.23 серпня 2014 Лисиче, Амвросіївський район, Донецька область) — український військовик, підполковник (посмертно), начальник комунально-експлуатаційної служби 19-го миколаївського полку охорони громадського порядку Національної гвардії України. (в/ч 3039). Кавалер ордена «За мужність» ІІІ ступеня.
Загинув 23 серпня 2014 року під час бойового зіткнення з російськими збройними формуваннями в районі селища Лисиче Амвросіївського району Донецької області.

## Життєпис
Народився 1976 року в селі Тіньки (Чигиринський район, Черкаська область). 1994 року закінчив Тіньківську середню школу. 1998 року закінчив Полтавський державний технічний університет імені Юрія Кондратюка з відзнакою, отримав диплом за спеціальністю «Промислове та цивільне будівництво». Свою військову службу розпочав 1998 року в Черкасах, потім продовжив у полку охорони громадського порядку в/ч 3039 міста Миколаєва — 1 квітня 1999-го продовжив за контрактом. За час служби дослужився до майора. Коли розпочалися військові протистояння на сході України, разом зі своєю частиною був призваний в зону антитерористичної операції для захисту територіальної цілісності та суверенітету своєї держави..

## Загибель
Загинув Олександр Смоляр у бою з російськими бойовиками близько 10-ї години ранку 23 серпня 2014 року в районі селища Лисиче Амвросіївського району Донецької області. Під час рейду бійці Національної гвардії знищили автомобіль КамАЗ з терористами та два КамАЗа зі зброєю та боєприпасами, що рухалися в колоні у супроводі двох БТРів з боку Російської Федерації. Ціною власного життя він врятував бойових друзів від танкової атаки.
Поховали Олександра Смоляра в рідному селі Тіньки 26 серпня 2014-го. Провести героя в останню путь прийшли друзі, односельчани, з'їхалась громада з різних куточків Чигиринщини.
У Олександра Смоляра залишилися дружина Олена, син та донька 2007 р.н..

## Нагороди та відзнаки
- За особисту мужність і героїзм, виявлені у захисті державного суверенітету та територіальної цілісності України, Олександр Смоляр нагороджений (посмертно) орденом «За мужність» ІІІ ступеня, згідно з Указом Президента України № 754/2014 «Про відзначення державними нагородами України»[1].
- Черкаською обласною владою Олександр Смоляр нагороджений «Почесною грамотою» та відзнакою «За заслуги перед Черкащиною»[4].
- У рідному селі, іменем Олександра Смоляра, названо найдовшу вулицю (колишні назви: Леніна, Благовістна), на фасаді школи встановлено гранітну меморіальну дошку.
- Його портрет розміщений на меморіалі «Стіна пам'яті полеглих за Україну» у Києві: секція 3, ряд 7, місце 3
- Вшановується 23 серпня на щоденному ранковому церемоніалі вшанування українських захисників, які загинули цього дня у різні роки внаслідок російської збройної агресії[7]